# Norihiro Yamagishi
Norihiro Yamagishi (jap. 山岸 範宏 Yamagishi Norihiro; ur. 17 maja 1978) – japoński piłkarz występujący na pozycji bramkarza. Obecnie występuje w Giravanz Kitakyushu.

## Kariera klubowa
Od 2001 roku występował w klubach Urawa Reds, Montedio Yamagata i Giravanz Kitakyushu.